# Mauro Bellugi
Mauro Bellugi (Buonconvento, 7 febbraio 1950 – Milano, 20 febbraio 2021) è stato un calciatore italiano, di ruolo difensore.

## Biografia
Nato a Buonconvento, comune della provincia di Siena, è stato sposato due volte: la prima con Donatella, da cui ha avuto la figlia Giada, e la seconda con Loredana.
Affetto da sempre da una forma di anemia mediterranea, nel novembre del 2020, dopo aver contratto il COVID-19 che ha aggravato tale patologia, è stato sottoposto all'ospedale Niguarda di Milano a un intervento per l'amputazione di entrambe le gambe a causa di ischemie ai vasi capillari; a causa di una successiva infezione è morto nel febbraio 2021, all'età di 71 anni.
A lui, il 27 settembre 2021, è stato intitolato lo stadio comunale della natìa Buonconvento.

## Caratteristiche tecniche
Stopper dotato di «grande elevazione e scatto», pur avendo avuto un'ottima carriera agonistica è opinione condivisa abbia raccolto meno di quanto lasciavano presagire le sue qualità fisiche e tecniche.

## Carriera

### Giocatore

#### Club

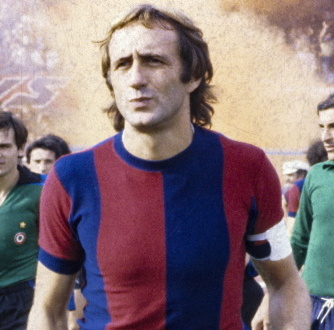
Bellugi al Bologna, prima di campionato 1978-1979 contro l'

Cominciò la carriera con i bianconeri del Buonconvento, la squadra del suo paese, che militava nelle categorie dilettantistiche. Emerse nel ruolo di stopper per la sua prestanza fisica, tanto che all'età di 16 anni era già titolare inamovibile.
Approdò quindi nel settore giovanile dell'Inter, con cui vinse lo scudetto Primavera del 1968-1969; in quest'ultimo anno, diciannovenne, fece anche il suo esordio con la prima squadra allenata da Heriberto Herrera. Con il club milanese vinse lo scudetto del 1970-1971, senza tuttavia riuscire a imporsi come titolare inamovibile, anche per dissidi interni. In nerazzurro segnò l'unico suo gol della carriera, nella sfida di Coppa dei Campioni del 3 novembre 1971 con i tedeschi del Borussia M'gladbach, terminata 4-2 in favore dell'Inter.
Nel 1974, nonostante fosse uno dei pochi punti fermi dell'undici nerazzurro oltreché tra gli elementi più giovani della rosa, a sorpresa venne ceduto al Bologna, verosimilmente per i succitati e ormai insanabili contrasti interni alla squadra; una ricostruzione in qualche modo avallata anche dall'allora first lady interista Renata, moglie del presidente Ivanoe Fraizzoli, la quale a posteriori dichiarò che: «Bellugi non è stato ceduto per motivi tecnici. Come giocatore non è mai stato discusso».

Bellugi in azione alla Pistoiese nell'annata 1980-1981

Nelle file dei rossoblù Bellugi compì il salto di qualità, nonostante un grave infortunio al ginocchio che lo costrinse a saltare la stagione 1976-1977, nella quale giocò solo due partite.
Nel 1979 passò al Napoli, ma lo stopper aveva ormai intrapreso la sua precoce parabola discendente. Rimasto appena un campionato sotto al Vesuvio, nella stagione 1980-1981 scese in provincia accasandosi alla neopromossa Pistoiese dove, trovando un «dignitoso finale» di carriera, saltò solo 8 delle 30 gare di campionato, prima di abbandonare a soli 31 anni.
Ha giocato 227 volte in Serie A, senza mai segnare una rete.

#### Nazionale
Dopo una presenza nella nazionale Under-21, il 7 ottobre 1972 esordì con la nazionale maggiore nella partita valida per le qualificazioni mondiali vinta dall'Italia per 4-0 contro il Lussemburgo.
Stabilmente inserito nel gruppo azzurro dal selezionatore Ferruccio Valcareggi, fu convocato per il campionato del mondo 1974 in Germania Ovest dove tuttavia, in una squadra «dilaniata dalle polemiche», il commissario tecnico non ebbe la forza per affidargli una maglia da titolare, preferendogli il più maturo Francesco Morini.

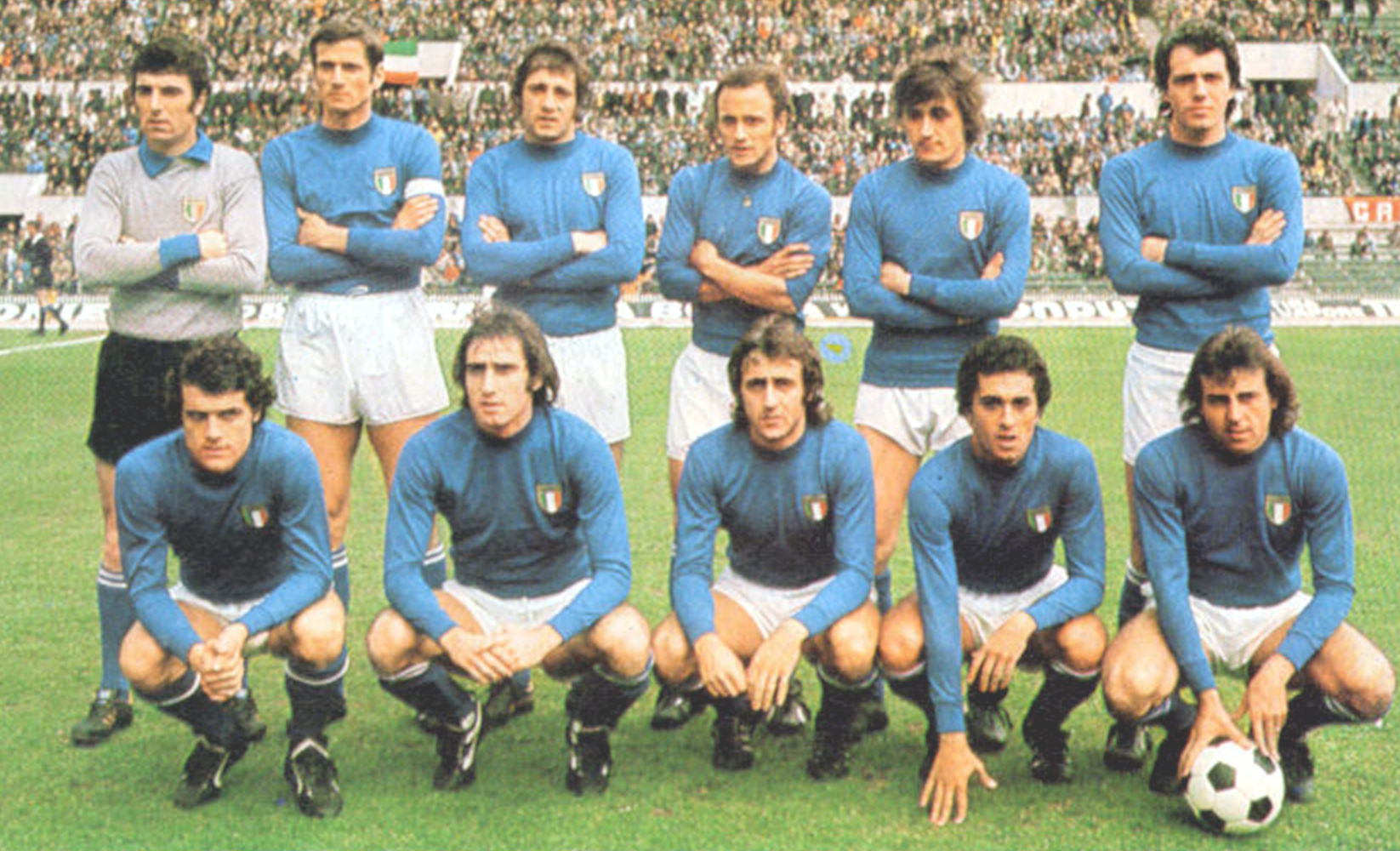
Bellugi (accosciato, al centro) in nazionale nel 1975

Sotto la successiva gestione di Fulvio Bernardini ed Enzo Bearzot, a metà decennio Bellugi divenne lo stopper titolare della nazionale vincendo definitivamente la concorrenza di Morini. Prese parte al campionato del mondo 1978 in Argentina dove saltò, unicamente per infortunio, solo l'ultima e decisiva gara del secondo girone contro i Paesi Bassi e la finale per il 3º posto persa contro il Brasile.
A partire dal 1979 il suo posto fu preso dall'emergente Fulvio Collovati, ma Bellugi rimase in nazionale tanto da essere convocato per il campionato d'Europa 1980 nel quale tuttavia non fu impiegato. La sua ultima partita in azzurro rimase la gara amichevole vinta 2-0 contro la Svizzera il 17 novembre 1979.
Chiuse la sua esperienza in maglia azzurra con 32 presenze.

### Dopo il ritiro
Terminata la carriera agonistica, nella stagione 1981-1982 ricoprì il ruolo di allenatore in seconda della Pistoiese.
Dopodiché rimase nell'ambiente calcistico diventando opinionista per varie emittenti televisive locali, fra cui la trasmissione Diretta stadio... ed è subito goal! di 7 Gold.

## Statistiche

### Presenze e reti nei club
| Stagione        | Squadra         | Campionato      | Campionato | Campionato | Coppe nazionali | Coppe nazionali | Coppe nazionali | Coppe continentali | Coppe continentali | Coppe continentali | Altre coppe | Altre coppe | Altre coppe | Totale | Totale |
| Stagione        | Squadra         | Comp            | Pres       | Reti       | Comp            | Pres            | Reti            | Comp               | Pres               | Reti               | Comp        | Pres        | Reti        | Pres   | Reti   |
| --------------- | --------------- | --------------- | ---------- | ---------- | --------------- | --------------- | --------------- | ------------------ | ------------------ | ------------------ | ----------- | ----------- | ----------- | ------ | ------ |
| 1969-1970       | Inter           | A               | 14         | 0          | CI              | 2               | 0               | CdF                | 6                  | 0                  | -           | -           | -           | 22     | 0      |
| 1970-1971       | Inter           | A               | 19         | 0          | CI              | 0               | 0               | CdF                | 1                  | 0                  | CAI+TP      | 3+0         | 0           | 23     | 0      |
| 1971-1972       | Inter           | A               | 20         | 0          | CI              | 8               | 0               | CC                 | 8                  | 1                  | -           | -           | -           | 36     | 1      |
| 1972-1973       | Inter           | A               | 21         | 0          | CI              | 10              | 0               | CU                 | 4                  | 0                  | -           | -           | -           | 35     | 0      |
| 1973-1974       | Inter           | A               | 16         | 0          | CI              | 6               | 0               | CU                 | 2                  | 0                  | -           | -           | -           | 24     | 0      |
| Totale Inter    | Totale Inter    | Totale Inter    | 90         | 0          |                 | 26              | 0               |                    | 21                 | 1                  |             | 3           | 0           | 140    | 1      |
| 1974-1975       | Bologna         | A               | 23         | 0          | CI              | 5               | 0               | CdC                | 2                  | 0                  | -           | -           | -           | 30     | 0      |
| 1975-1976       | Bologna         | A               | 25         | 0          | CI              | 4               | 0               | -                  | -                  | -                  | -           | -           | -           | 29     | 0      |
| 1976-1977       | Bologna         | A               | 2          | 0          | CI              | 4               | 0               | -                  | -                  | -                  | -           | -           | -           | 6      | 0      |
| 1977-1978       | Bologna         | A               | 25         | 0          | CI              | 4               | 0               | -                  | -                  | -                  | -           | -           | -           | 29     | 0      |
| 1978-1979       | Bologna         | A               | 16         | 0          | CI              | 1               | 0               | -                  | -                  | -                  | -           | -           | -           | 17     | 0      |
| Totale Bologna  | Totale Bologna  | Totale Bologna  | 91         | 0          |                 | 18              | 0               |                    | 2                  | 0                  |             | -           | -           | 111    | 0      |
| 1979-1980       | Napoli          | A               | 26         | 0          | CI              | 4               | 0               | CU                 | 4                  | 0                  | -           | -           | -           | 34     | 0      |
| 1980-1981       | Pistoiese       | A               | 20         | 0          | CI              | 0               | 0               | -                  | -                  | -                  | TC          | 0           | 0           | 20     | 0      |
| Totale carriera | Totale carriera | Totale carriera | 227        | 0          |                 | 48              | 0               |                    | 27                 | 1                  |             | 3           | 0           | 305    | 1      |

### Cronologia presenze e reti in nazionale
| Cronologia completa delle presenze e delle reti in nazionale ― Italia | Cronologia completa delle presenze e delle reti in nazionale ― Italia | Cronologia completa delle presenze e delle reti in nazionale ― Italia | Cronologia completa delle presenze e delle reti in nazionale ― Italia | Cronologia completa delle presenze e delle reti in nazionale ― Italia | Cronologia completa delle presenze e delle reti in nazionale ― Italia | Cronologia completa delle presenze e delle reti in nazionale ― Italia | Cronologia completa delle presenze e delle reti in nazionale ― Italia |
| Data                                                                  | Città                                                                 | In casa                                                               | Risultato                                                             | Ospiti                                                                | Competizione                                                          | Reti                                                                  | Note                                                                  |
| --------------------------------------------------------------------- | --------------------------------------------------------------------- | --------------------------------------------------------------------- | --------------------------------------------------------------------- | --------------------------------------------------------------------- | --------------------------------------------------------------------- | --------------------------------------------------------------------- | --------------------------------------------------------------------- |
| 7-10-1972                                                             | Lussemburgo                                                           | Lussemburgo                                                           | 0 – 4                                                                 | Italia                                                                | Qual. Mondiali 1974                                                   | -                                                                     |                                                                       |
| 21-10-1972                                                            | Berna                                                                 | Svizzera                                                              | 0 – 0                                                                 | Italia                                                                | Qual. Mondiali 1974                                                   | -                                                                     |                                                                       |
| 13-1-1973                                                             | Napoli                                                                | Italia                                                                | 0 – 0                                                                 | Turchia                                                               | Qual. Mondiali 1974                                                   | -                                                                     |                                                                       |
| 9-6-1973                                                              | Roma                                                                  | Italia                                                                | 2 – 0                                                                 | Brasile                                                               | Amichevole                                                            | -                                                                     |                                                                       |
| 14-6-1973                                                             | Torino                                                                | Italia                                                                | 2 – 0                                                                 | Inghilterra                                                           | Amichevole                                                            | -                                                                     | 46’                                                                   |
| 29-9-1973                                                             | Milano                                                                | Italia                                                                | 2 – 0                                                                 | Svezia                                                                | Amichevole                                                            | -                                                                     | 85’                                                                   |
| 14-11-1973                                                            | Londra                                                                | Inghilterra                                                           | 0 – 1                                                                 | Italia                                                                | Amichevole                                                            | -                                                                     |                                                                       |
| 19-4-1975                                                             | Roma                                                                  | Italia                                                                | 0 – 0                                                                 | Polonia                                                               | Qual. Euro 1976                                                       | -                                                                     |                                                                       |
| 5-6-1975                                                              | Helsinki                                                              | Finlandia                                                             | 0 – 1                                                                 | Italia                                                                | Qual. Euro 1976                                                       | -                                                                     |                                                                       |
| 27-9-1975                                                             | Roma                                                                  | Italia                                                                | 0 – 0                                                                 | Finlandia                                                             | Qual. Euro 1976                                                       | -                                                                     |                                                                       |
| 26-10-1975                                                            | Varsavia                                                              | Polonia                                                               | 0 – 0                                                                 | Italia                                                                | Qual. Euro 1976                                                       | -                                                                     |                                                                       |
| 22-11-1975                                                            | Roma                                                                  | Italia                                                                | 1 – 0                                                                 | Paesi Bassi                                                           | Qual. Euro 1976                                                       | -                                                                     |                                                                       |
| 30-12-1975                                                            | Firenze                                                               | Italia                                                                | 3 – 2                                                                 | Grecia                                                                | Amichevole                                                            | -                                                                     |                                                                       |
| 7-4-1976                                                              | Torino                                                                | Italia                                                                | 3 – 1                                                                 | Portogallo                                                            | Amichevole                                                            | -                                                                     | 64’                                                                   |
| 23-5-1976                                                             | Washington                                                            | Stati Uniti League XI                                                 | 0 – 4                                                                 | Italia                                                                | Torneo del Bicentenario                                               | -                                                                     |                                                                       |
| 28-5-1976                                                             | New York                                                              | Inghilterra                                                           | 3 – 2                                                                 | Italia                                                                | Torneo del Bicentenario                                               | -                                                                     |                                                                       |
| 31-5-1976                                                             | New Haven                                                             | Brasile                                                               | 4 – 1                                                                 | Italia                                                                | Torneo del Bicentenario                                               | -                                                                     | 46’                                                                   |
| 22-9-1976                                                             | Copenaghen                                                            | Danimarca                                                             | 0 – 1                                                                 | Italia                                                                | Amichevole                                                            | -                                                                     |                                                                       |
| 25-9-1976                                                             | Roma                                                                  | Italia                                                                | 3 – 0                                                                 | Jugoslavia                                                            | Amichevole                                                            | -                                                                     |                                                                       |
| 25-1-1978                                                             | Madrid                                                                | Spagna                                                                | 2 – 1                                                                 | Italia                                                                | Amichevole                                                            | -                                                                     | 46’                                                                   |
| 8-2-1978                                                              | Napoli                                                                | Italia                                                                | 2 – 2                                                                 | Francia                                                               | Amichevole                                                            | -                                                                     |                                                                       |
| 18-5-1978                                                             | Roma                                                                  | Italia                                                                | 0 – 0                                                                 | Jugoslavia                                                            | Amichevole                                                            | -                                                                     |                                                                       |
| 2-6-1978                                                              | Mar del Plata                                                         | Italia                                                                | 2 – 1                                                                 | Francia                                                               | Mondiali 1978 - 1º turno                                              | -                                                                     |                                                                       |
| 6-6-1978                                                              | Mar del Plata                                                         | Italia                                                                | 3 – 1                                                                 | Ungheria                                                              | Mondiali 1978 - 1º turno                                              | -                                                                     |                                                                       |
| 10-6-1978                                                             | Buenos Aires                                                          | Italia                                                                | 1 – 0                                                                 | Argentina                                                             | Mondiali 1978 - 1º turno                                              | -                                                                     | 6’                                                                    |
| 14-6-1978                                                             | Buenos Aires                                                          | Germania Ovest                                                        | 0 – 0                                                                 | Italia                                                                | Mondiali 1978 - 2º turno                                              | -                                                                     |                                                                       |
| 18-6-1978                                                             | Buenos Aires                                                          | Italia                                                                | 1 – 0                                                                 | Austria                                                               | Mondiali 1978 - 2º turno                                              | -                                                                     | 46’                                                                   |
| 20-9-1978                                                             | Torino                                                                | Italia                                                                | 1 – 0                                                                 | Bulgaria                                                              | Amichevole                                                            | -                                                                     |                                                                       |
| 23-9-1978                                                             | Firenze                                                               | Italia                                                                | 1 – 0                                                                 | Turchia                                                               | Amichevole                                                            | -                                                                     | 46’                                                                   |
| 8-11-1978                                                             | Bratislava                                                            | Cecoslovacchia                                                        | 3 – 0                                                                 | Italia                                                                | Amichevole                                                            | -                                                                     |                                                                       |
| 21-12-1978                                                            | Roma                                                                  | Italia                                                                | 1 – 0                                                                 | Spagna                                                                | Amichevole                                                            | -                                                                     | 67’                                                                   |
| 17-11-1979                                                            | Udine                                                                 | Italia                                                                | 2 – 0                                                                 | Svizzera                                                              | Amichevole                                                            | -                                                                     | 82’                                                                   |
| Totale                                                                |                                                                       | Presenze                                                              | 32                                                                    |                                                                       | Reti                                                                  | 0                                                                     |                                                                       |

## Palmarès

### Club

#### Competizioni giovanili
- Campionato Primavera: 1

Inter: 1968-1969

#### Competizioni nazionali
- Campionato italiano: 1

Inter: 1970-1971